# Клёпочный
Клепочный — посёлок в Таштагольском районе Кемеровской области. Входит в состав Каларского сельского поселения.

## География
Центральная часть населённого пункта расположена на высоте 361 метров над уровнем моря.

## Население
По данным Всероссийской переписи населения 2010 года, в посёлке Клепочный проживает 3 человека (2 мужчины, 1 женщина).